# مقاطعة سانت لويس (مينيسوتا)
مقاطعة سينت لويس (بالإنجليزية: St. Louis County)‏ هي إحدى مقاطعات ولاية مينيسوتا في الولايات المتحدة الأمريكية.

## أعلام
- جون س. بيلي
- جو روني